# McNamara Racing

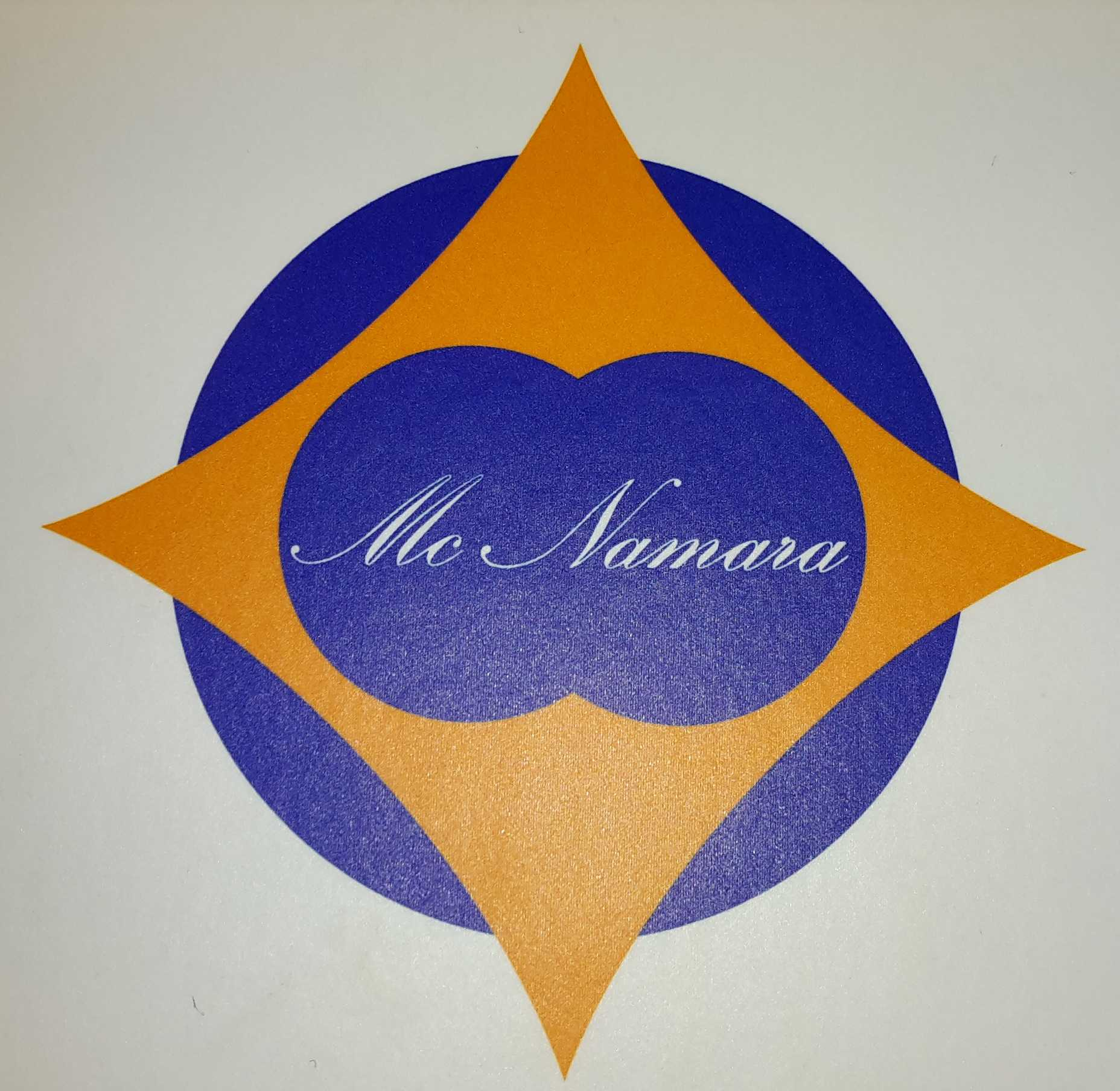
McNamara-Logo

McNamara Racing war ein zwischen 1968 und 1971 bestehender deutscher Rennstall und Hersteller von Formelwagen mit Sitz in Lenggries, der von Francis McNamara gegründet und geleitet wurde. Francis McNamara fuhr auch selbst bei Rundstrecken- und Bergrennen. Neben gekauften Fahrzeugen wurden eigene Fahrzeuge entwickelt und eingesetzt.

## Firmengründer
Francis Eugene McNamara (* 17. August 1938 in Galesburg, Illinois) wuchs bei seinen Großeltern auf, nachdem seine Eltern gestorben waren. Das Reparieren von Autos und Schweißen brachte er sich selbst bei. Er schrieb sich 1954 bei der Armee ein und diente in Okinawa, Thailand und Vietnam. Er wurde, mittlerweile bei den „Green Berets“ 1966 zum Leutnant befördert. Bad Tölz, ein Nachbarort von Lenggries, war Standort der Green Berets in Deutschland. Hierhin wurde er versetzt. 1966 heiratete er Bonnie Kiplinger aus Washington D.C. Da seine Frau zur Hochzeit die Bedingung machte, dass er aus dem Militärdienst ausschied, reichte er seine Entlassung ein und gründete eine eigene Firma. Deren Ziel war der Einsatz von Tourenwagen und Monopostos im Motorsport.

### Eigene Rennerfahrung
Francis McNamara hatte in den USA schon Rennerfahrung gesammelt, beispielsweise in Midget-Cars, Sprintrennen und NASCAR-Stockcars. Außerdem nahm er an einem Fahrerlehrgang in Brands Hatch teil. Hierbei lernte er Peter Arundell und Dan Hawkes als Instruktoren kennen, die später für ihn arbeiteten.

## Geschichte
Francis McNamara zog mit seiner Frau in eine Wohnung im Lenggrieser Ortsteil Fleck. Diese Wohnung diente auch anfangs als Stützpunkt für die rennsportlichen Aktivitäten. Zunächst wurden Räume und Werkzeuge eines Metallbetriebes in Lenggries gemietet. 1968 ergab sich die Gelegenheit, in einem alten Sägewerk am Urtlmühlweg den Betrieb unterzubringen.
Die Karosserien wurden anfangs in einer GFK-verarbeitenden Unternehmen fremdgefertigt. Später übernahm eine eigene Fiberglas-Werkstatt auf der anderen Straßenseite die GFK-Verarbeitung. Leiter der Abteilung wurde Edward Watermann.
Im Februar 1969 war das Gelände zu klein geworden, und zusätzliche Lager- und Montageräume mussten in einem knappen Kilometer Entfernung angemietet werden. Durch weitere Anmietungen vervierfachte sich die Fläche der Betriebsstätten. Die konkurrierenden Hersteller um den Markt mit einsitzigen Fahrzeugen, speziell Formel Ford, hießen damals:
- Crosslé Car Company
- Merlyn
- Lotus
- Russell-Alexis[2] und
- Titan

### Saisons

#### 1967
Die Saison 1967 kann noch nicht der Firma McNamara Racing angerechnet werden, sondern dem Privatfahrer Francis McNamara in der Formel V. Er diente noch in der Armee und fiel aus verschiedenen Gründen bei fast jedem Rennen aus. Im April hatte er einen Motorschaden in der 11. von 15 Runden auf der Nordschleife und wurde nicht gewertet (DNF). In Hockenheim verpasste er mit neuem Motor um einen Platz die Qualifikation; er erreichte Position 33. 32 Autos waren zugelassen; aber trotzdem durfte er als Letzter starten. In Mainz-Finthen kollidierte er beim Transport des Rennwagens zur Rennstrecke mit einem Pkw, der wenden wollte, und wurde verletzt, sodass er bis September ausfiel. Danach brach beim Training in Hockenheim eine Benzinleitung, und sein Apal wurde durch Feuer zerstört.
Francis McNamara hatte zwar einmal die Bestzeit im Training gefahren, die Saison insgesamt war aber ein Misserfolg. Nach und nach reifte der Plan, einen eigenen Rennwagen in ordentlicher Qualität und mit einem Feuerlöschsystem zu bauen. Fremdwerkstätten, die dazu in der Lage gewesen wären, sah Francis McNamara nicht in Deutschland.

#### 1968
Bis zum 11. Mai 1968 konnte kein eigenes Fahrzeug auf die Räder gestellt werden. Also musste ein Fremdfabrikat für das erste Rennen herhalten. McNamara fuhr auf einem FUCHS-Formel-V beim Wallbergrennen, wo er den neunten Platz erzielte. Das Rennen wurde unfallbedingt abgebrochen; mit einem zweiten Lauf hatte er sich eine bessere Platzierung ausgerechnet.
Ab dem 4. August kam der von ihm selbst zusammen mit Dan Hawkes konstruierte Sebring Mk I zum Einsatz. Beim ersten Rennen auf dem Nürburgring erzielte Peter Arundell von der 48. Position gestartet, den 16. Platz. Im weiteren Verlauf der Saison wurden die Platzierungen besser; den ersten Sieg erzielte Helmut Töpfl am 1. Oktober in Hockenheim. Rainer Braun war im Training die schnellste Zeit gefahren, fiel aber im Rennen nach Unfall aus.

#### 1969
1969 wurden weiter gute Ergebnisse eingefahren, inzwischen auf Sebring Mk II. Legendär ist der Lauf um den Deutschland-Pokal auf dem Nürburgring im Rahmenprogramm des Großen Preises von Deutschland, bei dem Marko sich knapp vor Lauda auf Kaimann behauptete. Beide stellten neue Rundenrekorde auf und distanzierten das restliche Feld um eine halbe Minute.
Rainer Braun war Kunde bei McNamara und erreichte einen Klassensieg beim Presberg-Rennen, nur 5,2 Sekunden langsamer als der Tagesschnellste.
McNamara selbst gewann beim Preis von Hockenheim am 12./13. April 1969.
Quantitativer Höhepunkt war das Hansapokalrennen am Nürburgring, bei dem neun Formel-V-Wagen betreut wurden, fast alles Kundenfahrzeuge. Die ersten Plätze gingen aber an Fremdfabrikate: Breinsberg auf Kaimann vor Peter Peter auf Austro.

##### Weltmeisterschaft
Am 31. Januar 1969 wurde in Daytona, wo auch das erste Formel-V-Rennen überhaupt stattgefunden hatte, eine inoffizielle Weltmeisterschaft in Form eines 250-Meilen-Rennens ausgetragen, zu dem 76 Autos antraten. 35 schieden durch Unfall aus. McNamara Racing setzte vier Fahrzeuge ein, die Fahrer waren Bross, Huber, Dr. Marko, Töpfl. Marko wurde in einen bemerkenswerten Unfall mit Bill Bean verwickelt, der mit den Rädern touchierte, dadurch aufstieg, über Marko hinwegflog und dabei Reifenspuren auf dem Sebring Mk I hinterließ.
Auch Töpfl wurde in eine Kollision verwickelt, und Bross schied durch technischen Defekt (Zündkerze) aus. Huber blieb ohne Benzin liegen, fuhr aber die schnellste Rennrunde.

#### 1970
Der Betrieb in den kleinen Rennformeln ging weiter, obwohl die Produktion heruntergefahren wurde. Einzig der Sebring Mk3B wurde als Neuentwicklung eingeführt. Die Autos konnten in den verschiedenen Klassen gute Platzierungen einfahren, fielen aber auch oft aus.
Das Team konzentrierte sich auf Entwicklung und Einsatz des T 500.

#### 1971
Der T 501 wurde entwickelt und ohne Erfolg eingesetzt. Bonnie McNamara starb kurz vor dem Rennen in Indianapolis. Nach dem Ende der Zusammenarbeit mit STP meldete McNamara Racing Konkurs an.

## Fahrzeuge

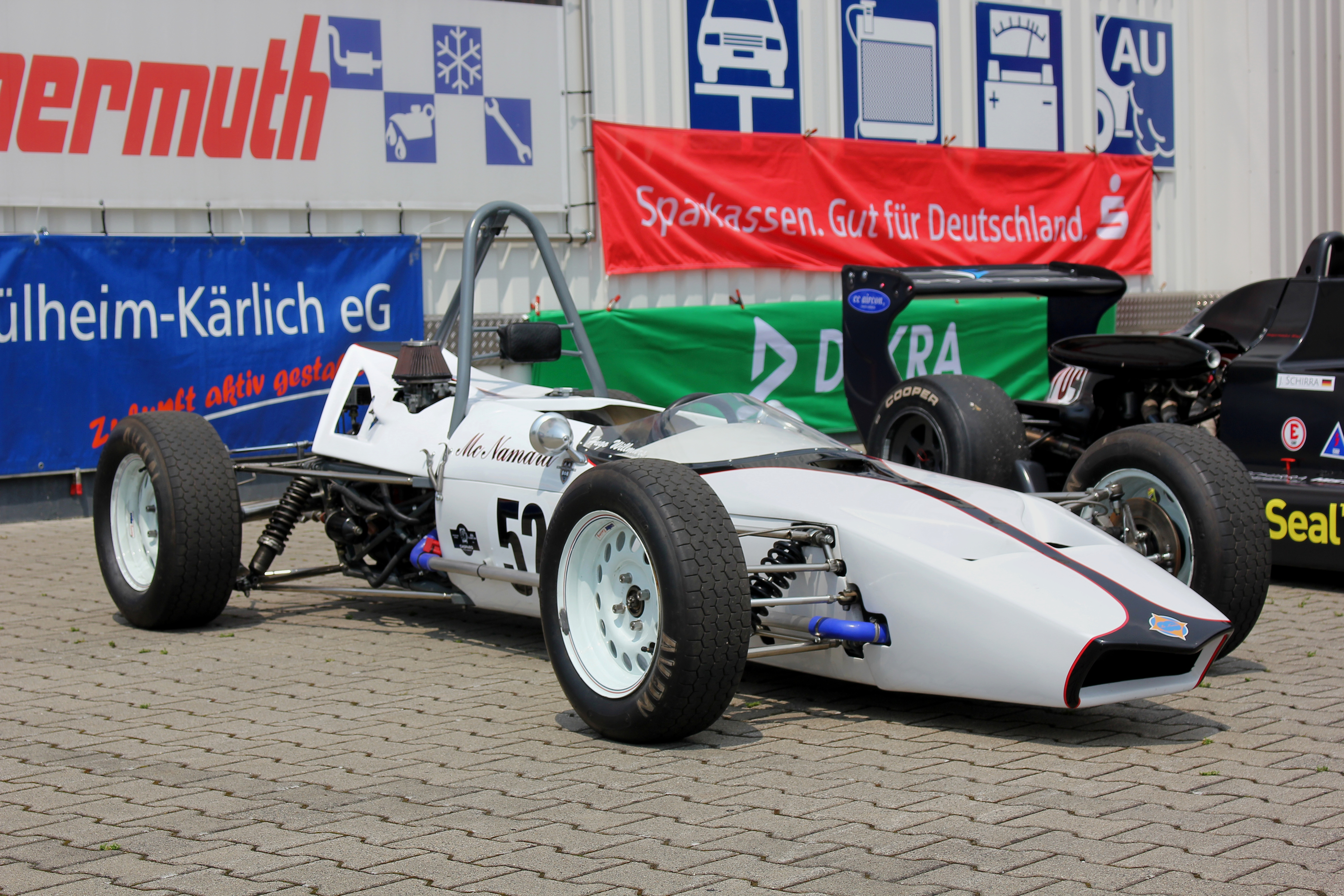
McNamara Formel Ford

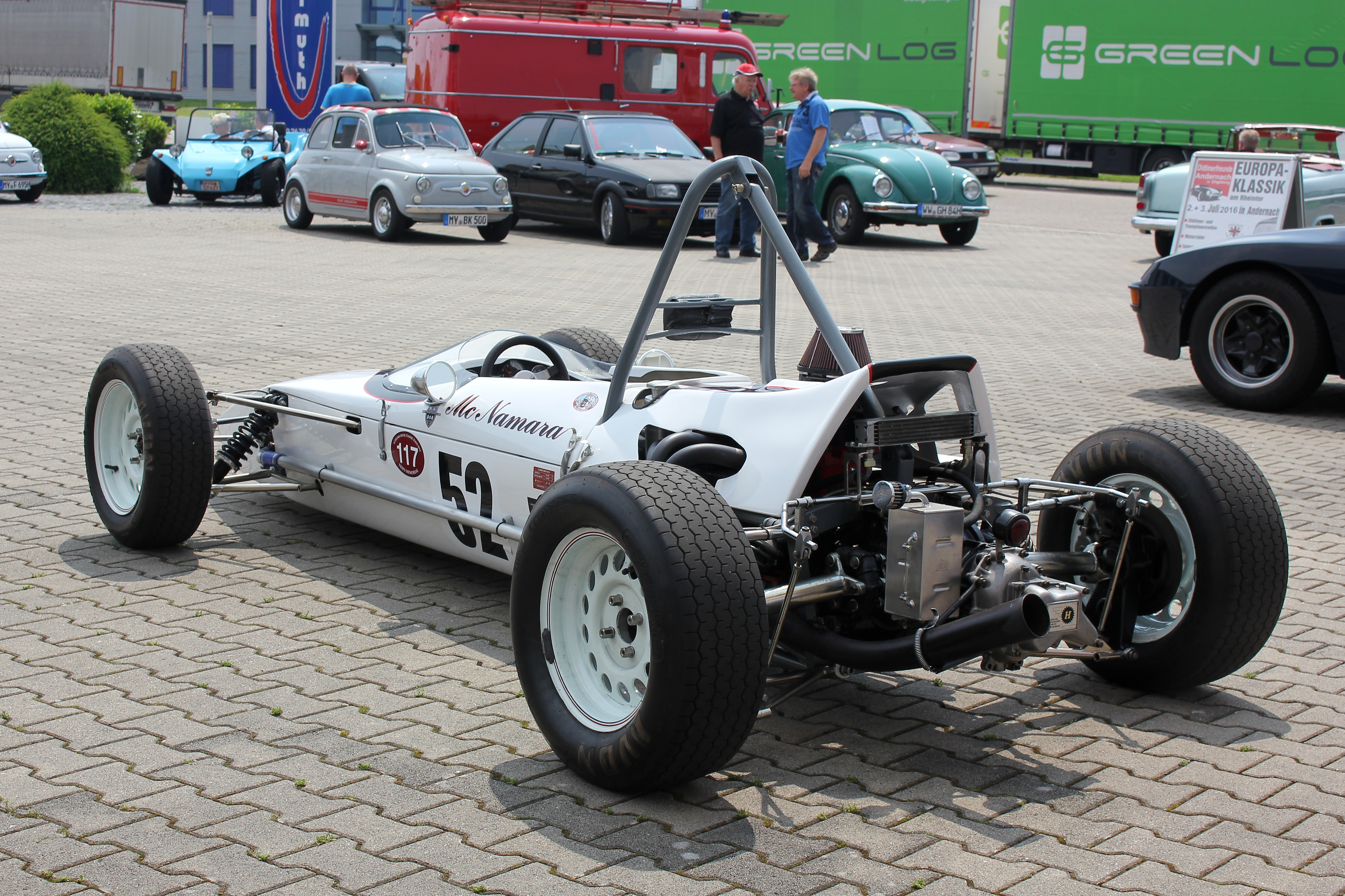

Den Anfang machte Francis McNamara mit dem Ex-Penske Chevrolet Camaro und dem Apal-Formel-V von Anton Fischhaber. Nachdem der Apal durch Feuer zerstört war, diente ein gekaufter FUCHS-Formel-V als Rennfahrzeug.
Der Camaro stammte aus einer Kleinserie mit dünnem Stahlblech, hatte speziell für den Motorsport homologierte Motor- und Getriebeeinheiten und musste aus lizenzrechtlichen Gründen umlackiert werden. Später fuhr er mit KLM-Aufklebern. McNamara hatte sie als Vertragspartner für Transporte der Wagen in die USA gewonnen. Später sollte er im Tourenwagen-Europapokal eingesetzt werden.
Gebaut wurden seinerzeit Formel V, Formel Ford, Formel-3-Rennwagen und Indy-500-Rennwagen. Der erste Formel-V-Prototyp wurde Sebring Mk I genannt, die erste Evolutionsstufe, die lediglich Details umfasste, ebenfalls Sebring Mk I. Die zweite Evolutionsstufe hieß Sebring Mk II, der F3 Sebring Mk III.
Die eigenen Rennwagen und die Werkzeuge und Ersatzteile wurden mit zwei Transportern zu den Rennstrecken befördert, einem Hanomag F65 und einem Mercedes-Benz T2. Dem Transport von Personen diente ein damals in Deutschland kaum bekannter Fahrzeugtyp: ein „Campermobil“, ein Chevy Pickup mit Wohnwagenaufbau. Zusätzlich wurde im Fahrerlager noch ein Zelt mit Stehhöhe aufgebaut, in dem die Mechaniker nachts untergebracht waren.
Ganz im Anfang wurde der Rennwagen auf einem offenen einachsigen Anhänger hinter dem Pickup mitgeführt.
Zu den Fahrzeugen, die mehr als eine Lackierung auf dem Lenggrieser Werksgelände bekamen, gehören auch zwei oder drei Ford Capri, über deren Einsätze keine Details vorliegen. Allgemein hinterließen die Capris einen sehr guten Eindruck.

### Sebring Mk I
Bei der Einführung 1968 galt noch ein sehr restriktives Reglement, das 1969 ein wenig gelockert wurde (Änderung der Spurweite hinten, Kupplung vom Transporter usw.). Alleinstellungsmerkmal waren verchromte Radträger, Aufhängungen und Antriebswellen, außerdem eine ungewöhnlich leistungsfähige Feuerlöschanlage. Darüber hinaus hatte das Fahrzeug einen doppelten Überrollbügel und eine zusätzliche horizontale Versteifung im hinteren Cockpitbereich.
Durch die Zusammenarbeit mit einem GFK-verarbeitenden Betrieb konnte die Karosserie aus diesem leichten Material gebaut werden. Als Nebeneffekt war zu verzeichnen, dass die Rückspiegel nicht vibrierten.
Für den amerikanischen und den europäischen Markt gab es zwei Motorvarianten: 1200 und 1300 cm³ Hubraum entsprechend dem lokal gültigen Reglement.
Nicht nur wegen seiner guten Verarbeitung und dem daraus resultierenden Aussehen wurde das Auto gelobt, sondern vor allem das generelle Handling fand Anklang (Tracktest von Peter Arundell).
Der Wagen wurde als Basis-Kit vermarktet, bestehend aus Chassis, dreiteiliger Karosserie und Hinterradaufhängung. Zugekauft werden mussten: Motor, Getriebe, Vorderachse, Lenkung, Bremsen, Felgen und Reifen, damit ein fahrfähiges Auto entstand. Die Kunden konnten zwischen Bilstein- und Armstrong-Dämpfern wählen.

### Sebring Mk II
Dieses Fahrzeug unterschied sich vom Vorgänger durch den Motor, für den wieder ein neues Reglement galt (Nockenwelle, Leistungssteigerung auf ca. 75 PS und eine neu gestaltete Karosserie). Mit der Aufnahme der Tätigkeit für STP wurde die Produktion eingestellt.

### Formel Ford
Äußerlich unterscheidet sich der Formel Ford bis auf die schmaleren Räder nicht viel vom gleichzeitig gebauten Sebring Mk III. Allerdings war ein Gitterrahmen aus nahtlosem ST-35-Stahlrohr Vorschrift, während 1970 Monocoques in der Formel 3 Einzug hielten. Die technischen Daten waren:
- Gewicht 420 kg
- Einziger erlaubter Motor war der Ford 1600 GT Kentmotor. Bohrung 81 mm, Hub 77,6 mm. McNamara Racing gibt eine Motorleistung von 96 PS bei 6500/min an.
- Radgröße 5.5x13. Stahl war als Material vorgeschrieben; empfohlen wurde zweimal wöchentliche Sichtkontrolle auf Risse und Auswechseln alle halbe Jahre.
- Radstand 234 cm, Spurweite vorn 147,5 cm, hinten 145 cm.

Vom Mk II wie vom Mk III unterschieden sich auch Stoßdämpfer und Bremszangen. Der Kühlwasser- und Ölkreislauf im Formel Ford und im Mk III waren gleich. Die Fahrgestellnummern folgten einer anderen Nomenklatur: vorangestellt war eine durchlaufende Zahl für jedes Chassis, nach einem Schrägstrich die Jahreszahl. In jedem Jahr begann die erste Stelle wieder bei 01. Mit der Aufnahme der Tätigkeit für STP wurde die Produktion eingestellt.

### Sebring Mk III
1968 bis 1970 war die Hubraumgröße in der Formel 3 auf 1000 cm³ begrenzt. Bilder zeigen auch den „Screamer“ genannten Motor in einem McNamara-Chassis. Ab 1. Januar 1971 galt ein Hubraumlimit von 1600 cm³; ein Restriktor mit einem Durchmesser von 20 mm war nun vorgeschrieben. Da die neuen, hubraumstärkeren Fahrzeuge langsamer waren als die alten „Screamer“, wurde 1972 der Lufteinlass auf 21,5 mm erhöht. McNamara bevorzugte italienische „Nova“-Motoren, die manchmal schwer zu bekommen waren.
- Radstand 234 cm
- Spurweite 147,5 cm vorn, 145 cm hinten
- Mindestgewicht 400 kg

#### Sebring Mk3B
Wesentlicher Unterschied zum Vorgänger war eine überarbeitete Achsgeometrie. Am 1. Mai 1970 traf Niki Lauda in dem weiter unten beschriebenen Wagen in Magny-Cours auf James Hunt, der einen Lotus 59 fuhr. Der Rest der Geschichte wird in dem Spielfilm Rush – Alles für den Sieg erzählt.
Mit der Aufnahme der Tätigkeit für STP wurde die Produktion eingestellt.

### Capri – McNamara Capri
Der McNamara Capri entstand als erste „Leichtbauversion“ mit Verbreiterung (Metall) und 2,4l Weslake Motor im Jahr 1969/70. Die Basis war ein Werkswagen mit dem Kennzeichen K AU 543, Typ 2300 GT aus 1969 (damals Gruppe 5 mit 2,4 l Weslake). In Zusammenarbeit mit dem Werks-Team und McNamara Racing unter der Leitung von Rennleiter Jochen Neerpasch wurde dieser spezielle Leichtbau-Capri entwickelt. Zuständig dafür waren die Renningenieure Jo Karasek und Gustav Brunner. Die aufwendige Fahrwerkkonstruktion, das geringe Gewicht von 880 kg und sämtliche technischen Modifizierungen gingen auf deren Konto. Das Fahrzeug wirkte mit den ultrabreiten Rennwalzen auf Felgen in der Breite 14 Zoll hinten und 12 Zoll vorne wie ein Formel 2 Renner mit aufgesetzter Capri-Karosserie. Das erste Rennen durfte Jochen Mass beim internationalen Bergpreis in Bad Neuenahr bestreiten. Außerdem startete das Fahrzeug in der ETM und der DRM 1970 in der Gruppe 2 Klasse. Neu waren auch die aerodynamischen Hilfsmittel wie Front und Heckspoiler (bei Dornier entwickelt), wurde aber damit in die Gruppe 5 eingestuft. Als Fahrer kam Peter Reinhardt zum Einsatz, welcher von Roger Penske kam und dann auch in der NASCAR-Klasse startete. Sämtliche Leichtbauteile für die Motorhaube, Heckdeckel und Türen wurden für Ford Motorsport Köln in Lenggries bei der Kunststoffabteilung gefertigt. Es entstanden ca. 45 Leichtbausätze, welche zunächst im GT 2300, später im RS 2600 zum Einsatz kamen. Die aufwendige Fahrwerkkonstruktion wurde später im RS 2600 nicht umgesetzt, dafür kamen alle Leichtbauteile zum Einsatz. Es entstanden insgesamt 2 McNamara Capris, das zweite Fahrzeug kam erst Ende 1970 zum Einsatz. Jochen Mass startete seine grandiose Caprirennkarriere mit dem McNamara Capri im April 1970.

### T 500

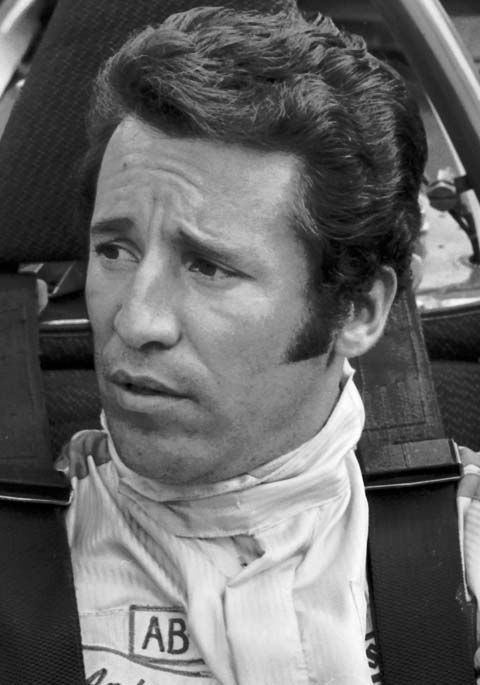
Mario Andretti 1969

Jo Karasek lernte auf der Wiener Autoausstellung (heute Vienna Autoshow) im Herbst 1969 den STP-Beauftragten Bill Dunn kennen. Beim allgemeinen Gedankenaustausch stellte man fest, dass der STP-Fahrer Mario Andretti für 1970 kein Auto hatte. Das Reglement speziell für das Indy 500 war in kurzer Zeit mehrfach geändert worden (Verbot von Turbinen, starke Benachteiligung des Vierradantriebs über die Reifengröße usw.), und STP-Präsident Andy Granatelli suchte einen Partner, nachdem eine Zusammenarbeit zwischen Colin Chapman vom Team Lotus und Ferrari nicht zustande gekommen war.
Am Abend des 21. November 1969 wurden von Karasek, Brunner und Francis sowie Bonnie McNamara die Details besprochen, sowohl was die Gestaltung der Fahrzeuge (anfangs ging man von zwei Exemplaren aus) als auch der Finanzen betraf. Über den Newsletter der Familie Bonnies war man über Wechselkursprognosen (bevorstehende starke Abwertung des Dollars) informiert.
Der Preisrahmen für ein IndyCar lag zwischen 600.000 (mit Turbine und Vierradantrieb) und 300.000 $, wobei viel Geld darauf entfiel, das Fahrzeuggewicht nicht zu hoch über dem erlaubten zu halten. Mit der Eigenfertigung der Räder (14x15 Zoll) betrat man technisches Neuland. Für die exakte Ausrichtung der Montageböcke wurde ein neuer Estrich verlegt.
Das Chassis war als Monocoque mit zwei hinteren Hilfsrahmen geplant, die den Methanoltank und einen der zwei möglichen Motoren aufnahmen und als Anlenkpunkte für das Fahrwerk dienten. Die beiden Motorvarianten bestanden aus dem quasi-Einheitsmotor Ford V8-2,6-l-Motor mit Turboaufladung, der von vielen Teams verwendet wurde, und dem Ford 5,2-l-V8-Saugmotor mit gusseisernem Zylinderkopf. Der Ansaugtrakt als höchster Punkt im Heck bedingte eine natürliche Keilform des Wagens, die für einen gewissen Anpressdruck sorgte.
Diskussion gab es über die Gültigkeit von Festigkeits-Zertifikaten, die McNamara bei Dornier in München erstellen ließ, in den USA aber nicht anerkannt wurden. Schließlich half der Hubschrauberhersteller Bell aus, den McNamara aus seiner Armeezeit kannte.
Am 9. Februar 1970 kam eine Delegation, bestehend aus Andy und Vince Granatelli und Mario Andretti nach Lenggries, um die bisherige Arbeit zu überprüfen und eine Sitzprobe zu machen. Nach dem Stand der Verträge waren vier Chassis vorgesehen, wobei Andrettis Vorjahreswagen als Backup diente und für die ersten frühen Rennen vorgesehen war. Ein Chassis war für Straßenkurse ausgelegt.
Die erste Abstimmungsfahrt auf dem Indianapolis-Kurs verlief unglücklich. Das Auto brach aus, nachdem ein Kardangelenk gebrochen war, und fuhr heftig in die Betonwand ausgangs von Kurve 4. Man musste auf das Ersatzchassis zurückgreifen und dort die Anlenkpunkte der Radaufhängungen ändern. Resultat des Qualifyings war der achte Startplatz; im Rennen erreichte Andretti Platz sechs.
Nachträglich ließ sich ermitteln, dass eine Feder sich auf dem Federteller verklemmt hatte und ein Rad nicht belastet wurde. Beim Rennen holperte Andretti einmal über das Gras des Infields, so dass die Feder sich setzte. Das Fahrverhalten war danach grundlegend besser.
Das wieder zurückgebaute Chassis für Straßenkurse brachte Andretti in Castle Rock (Colorado) beim 150-Meilen-Rennen Pole-Position und Sieg.

### T 501
Das Nachfolgemodell des T 500 sollte T 501 heißen und in fünf Exemplaren gebaut werden; drei für Ovalkurse und zwei für Straßenkurse. Weitere vier Exemplare für den Rennstall von A. J. Foyt waren möglich. Dann änderte die USAC ihre Meisterschaftsbestimmungen dahingehend, dass nur noch Rennen auf Ovalkursen gewertet wurden.
Der T 501 war keine Weiterentwicklung des T 500, sondern völlig neu konstruiert. Zum Testen gab es mehrere frühe Rennen, bei denen der erste 501 völlig zerstört wurde. Andrettis Teamkollege Steve Krisiloff musste auf den 69er Brawner Hawk-Ford umsteigen. Beim Rennen in Phoenix wurde Andretti Neunter. Der Fahreindruck war gut. In Trenton schied er mit gebrochenem Turbolader aus. Im Qualifying für Indianapolis erreichte er den 9. Platz und Krisiloff, jetzt wieder im McNamara den 27. Im Rennen schieden beide aus. Das Rennen von 1971 ging in die Geschichte ein, weil das Pace Car nach dem Start in die Fotografentribüne fuhr und 29 Personen verletzte, zwei davon schwer.

## Fahrer
- Mario Andretti fuhr 1970 sieben Rennen auf dem T 500, 1971 elf auf T 501
- Peter Arundell
- Peter Brand sechs Rennen zwischen 1969 und 1971
- Helmut Bross
- Horst Eiteneuer
- Helmut Koinigg
- Helmut Marko zählte nicht nur zu den Fahrern, sondern war auch im Management und als Rechtsberater der Firma tätig.
- Jochen Mass startete 1970 beim Bergrennen Bad Neuenahr und bei einem AvD-Rennen am Nürburgring, fiel aber beide Male durch Motorschaden aus.
- Gerold Pankl
- Werner Riedl
- Toni Sailer
- Bill Scott, erfolgreicher Fahrer aus den USA
- Helmut Töpfl

Der Status der aufgeführten Fahrer und der der nicht aufgeführten ist nicht immer genau definiert; insbesondere liegen keine Daten zu Honoraren vor. Viele bekannte Namen aus der Zeit, beispielhaft sei nur Niki Lauda genannt, fuhren zu irgendeinem Zeitpunkt ihrer Karriere einen Wagen von McNamara Racing. Der Kaufpreis schloss in der Regel zwei Testtage ein, wobei die Streckenmiete vom Käufer zu entrichten war. Niki Laudas Formel 3 wurde von dessen Vater gekauft; ein separater Vertrag mit ihm selbst sah vor, dass er einen eigenen Mechaniker bei McNamara Racing schulen lassen konnte, die Vermittlung von Gesprächen mit Shell zwecks kostenloser Lieferung von Treib- und Schmierstoffen und ein Kontokorrentkonto für Ersatzteile. Im Erfolgsfalle bei Rennen (unter den ersten fünf) wurden die Ersatzteile kostenfrei geliefert. Im Gegenzug mussten die beschädigten Teile zurückgegeben werden, und McNamara Racing verpflichtete sich zur Zahlung einer Konventionalstrafe von 5000 DM bei verspäteter Lieferung des Wagens; pro verpasstem Rennen kamen noch 1000 DM dazu.
In dem unter Literatur angegebenen Werk sind auf Seite 91 noch weitere Details eines Fahrervertrages zu sehen.

### Andere Angestellte
- Gustav Brunner
- Von Lotus kam 1968 deren ehemaliger Konstrukteur Dan Hawkes
- Jo Karasek, der 1969 von Lola abgeworben wurde. Mit entscheidend dürfte dessen Wunsch gewesen sein, wieder in einem deutschsprachigen Land zu arbeiten.
- Edward Marley von Brabham
- Peter Reinhardt von Roger Penske

Die ersten Rennmechaniker waren Heinz Willibald und Toni Krinner. Der letztere hatte schon für Toni Fischhaber gearbeitet. Zufällig ergab sich Kontakt zu einem Engländer namens John McNamara, der im Marketing von Ford für US-Amerikaner in Bayern arbeitete. Er wurde als Verkaufsleiter für Rennwagen, aber auch für Rennsport-Zubehör, wie Helme und Fahreranzüge eingestellt. Im Mai 1969 stieß Johann Ludhammer als Spezialist für Elektra Beckum (später Metabo) Schutzgas-Schweißungen zum Team. Er bekam auch die GFK-Abteilung anvertraut. Die Karosserieteile wurden über Holzblöcken modelliert und anschließend geschmirgelt. Für die Rennabteilung von Ford Köln wurden auch Hauben und Türen hergestellt.

#### Betriebsführung
So ambitioniert der Rennbetrieb war, so nachlässig wurde die deutsche Bürokratie berücksichtigt. 1969 stellte sich anhand einer Zahnarztrechnung heraus, dass die Geschäftsführung ihre Angestellten nicht krankenversichert hatte. Francis McNamara hatte einfach die amerikanischen Verhältnisse, wo die Angestellten sich selbst um ihre Krankenversicherung kümmern, in Deutschland angewendet. Selbstverständlich bezahlte er die Rechnung und holte das Versäumte nach. Die Belegschaft wurde mit einem Essen, zu dem auch eine Tasse Schildkrötensuppe gehörte, besänftigt.
Zur Kontaktpflege bei wichtigen Auftraggebern wurden auch schon Mal Tischdamen in einem Nachtclub in München bezahlt, wenn von drohenden Terminüberschreitungen abgelenkt werden sollte.
1969 wurde die Produktion auf Betreiben von Jo Karasek von einer reinen Einzelanfertigung (es dauerte acht Tage, bis Rahmen und Karosserie zusammengebaut werden konnten) auf eine Art Serienproduktion (Mitarbeiter drehten, schweißten oder frästen eine Vielzahl von Teilen „auf Vorrat“) umgestellt. So konnte die Lieferung von Fahrzeugen leichter garantiert werden.
Neben der reinen Produktion und der Betreuung an den Rennstrecken verlegte McNamara sich auf Serviceleistungen für fremde Rennautos, an denen er Reparaturen und Anpassungen durchführte. Durch die Lagerhaltung einer Vielzahl an Teilen fühlte er sich dazu fähig.

## Finanzen
Ein Teil der Werkstattgründung wurde durch die Abfindung finanziert, die McNamara beim Ausscheiden aus dem Staatsdienst erhielt. Deutlich höher dürfte der Anteil sein, den seine Frau und deren Mutter in das Unternehmen investierten.
Bonnie Kiplinger aus Washington D.C. (* 21. Juli 1939) trat 1966 als Luftakrobatin auf der New Jersey State Fair auf und lernte Francis McNamara dort kennen, als er sich vom 100 m hohen Dach der Haupttribüne des Trenton-Raceways (heute: Trenton Speedway) abseilte. Sie war die begüterte Tochter der amerikanischen Zeitungsverlegerin LaVerne Kiplinger.
Nach unbestätigten Berichten habe McNamara lediglich 15 bis 18 Formel-V-Fahrzeuge gebaut und verkauft. Auf der Homepage der Firma ist die Rede davon, im März 1969 seien 16 gebaut und über 50 Stück bestellt gewesen. Nach den Recherchen von Peter Schroeder waren im April 1969 Bestellungen für 21 FV-Autos in den Büchern. Die Fahrgestellnummern der Formel-V-Fahrzeuge sind allerdings nicht überliefert; die der Formel 3 lassen auf mindestens 5, aber auch 12 verschiedene Chassis schließen.
Wahrscheinlich führten Sparsamkeitsgründe dazu, dass in den Anfangsjahren keine Firmen-Bewerberlizenz erworben wurde, sondern eine auf den Namen Francis E. McNamara lautende.
Am 30. Juni 1970 wurde McNamara Racing als Kommanditgesellschaft ins Handelsregister eingetragen. Bonnie McNamara war mit 25.000 DM Gesellschafterin, ihre Mutter LaVerne Kiplinger mit 50.000 DM.

### Streitfälle und Ende
Parallel zu den Kaufverträgen für Formel-3-Rennwagen wurden vielfach Fahrerverträge für die Formel V bzw. Formel Ford abgeschlossen. 1970, als sich abzeichnete, dass die „kleinen“ Formeln nicht weiter produziert werden, waren diese Verträge nicht kündbar, und es drohten Konventionalstrafen, wenn der Fahrer zu einem anderen Rennstall wechselte. Manchmal strittig war auch die kostenlose Lieferung von Ersatzteilen bei guten Platzierungen. Werner Riedl hatte aus drei Motoren einen zusammengebaut, der gut lief, und konnte nicht mehr genau sagen, welchen er zurückgegeben hatte.
Ein durch Chassisbruch beschädigter Formel 3 von Gerold Pankl konnte nicht rechtzeitig repariert werden, und Pankl bot an, dass seine Mechaniker die Arbeit übernehmen. Er sollte 40 DM pro Werkstattstunde zahlen, bei Arbeit unter freiem Himmel immer noch 20 DM.
Für Unruhe unter den Fahrern sorgte auch ein bestimmter Bolzen in der Radaufhängung, der Millers-Bolzen. Er brach zuerst in Helmut Markos Formel 3 im Rahmenprogramm des GP von Monaco, und das ihn betreuende Roy-Winkelmann-Team nahm auch den zweiten McNamara aus dem Rennen. Die Firmenleitung unterließ es aber, andere Fahrzeugbesitzer zu informieren, und wollte einen Teil der Schuld auf die Monteure abwälzen, die vom Fahrer gestellt wurden. Es steht aber fest, dass der Bolzen schon fehlerhaft, mit einer Bohrung im Gewinde, die ihn schwächte, ausgeliefert worden war.
Strittig war auch eine Restschuld von 30.000 $, die STP an McNamara Racing zahlen sollte. Die Hauptgesellschafterin LaVerne Kiplinger erwirkte eine einstweilige Verfügung, dass der Betrag vom Indianapolis Motor Speedway zurückgehalten werden müsse, bis eine endgültige Entscheidung gefallen sei. Da 1971 beide Autos ausfielen, wurden keine Prämien fällig, die man hätte zurückhalten können.
Bonnie McNamaras plötzlicher Tod am 21. Juni 1971, mutmaßlich durch eine selbst herbeigeführte Vergiftung mit Schlaftabletten, leitete das Ende von McNamara Racing ein. Francis McNamara verschwand von der Bildfläche und galt als nicht auffindbar, bis ihn Schroeder 2013 in Chicago ausfindig machte und mehrere Telefongespräche mit ihm führte. Er wurde von Freunden, die in der Kaserne noch Dienst taten, mit Informationen und persönlicher Habe versorgt. Andere Quellen verorten ihn nach Wisconsin. Die Firma wurde aufgelöst; das gepfändete Inventar half noch, die Gehälter für die Angestellten für den Juli 1971 zu sichern. Am 13. Juni 1975 wurde McNamara Racing aus dem Handelsregister gelöscht.
Heute steht auf dem Gelände das Konferenzzentrum eines Hotels.

## Varia
Um Reklame-Gags war das Team nie verlegen. So diente zum Personentransport im Fahrerlager ein Kleinmotorrad mit einem über Kopfhöhe angebrachten Heckflügel.
Nach einem zufälligen Zirkusbesuch vereinbarte Bonnie McNamara mit einem Dompteur einen Fototermin, bei dem leibhaftige Tiger mit und auf dem ersten McNamara Sebring Mk I posierten. Bekannt ist auch das von Regina Relang geschossene Bild eines FV in der Landschaft mit Helmut Tölpl am Steuer und einem Model daneben.